# Chejendé (Venezuela)
Pour les articles homonymes, voir Chejende.
Chejendé est une ville de l'État de Trujillo au Venezuela, capitale de la paroisse civile de Chejendé et chef-lieu de la municipalité de Candelaria.